# عضو ميكعي أنفي
العضو الميكعي الأنفي أو عضو جاكبسون، هو عضو حسي شمي مساعد مزدوج موجود في الأنسجة الرخوة للحاجز الأنفي، وضمن جوف الأنف فوق سقف الفم مباشرة (الحنك الصلب). اشتُق اسمه من موقعه بجوار العظم الحاجزي المفرد (من الكلمة اللاتينية فومير وتعني «الميكعة») في الحاجز الأنفي. يوجد هذا العضو ويكون وظيفيًا لدى جميع الثعابين والسحالي، والعديد من الثدييات، بما في ذلك القطط والكلاب والأبقار والخنازير وبعض الرئيسيات. قد يكون لدى بعض البشر بقايا مادية من العضو الميكعي الأنفي، لكنها أثارية وغير وظيفية.
يحتوي العضو الميكعي الأنفي على أجسام العصبونات الحسية التي تحتوي على مستقبلات تكشف مركبات عضوية محددة غير طيّارة (سائلة) تنتقل إليها من البيئة. تصدر هذه المركبات عن الفرائس والحيوانات المفترسة والمركبات التي تسمى الفيرومونات الجنسية من الشركاء المحتملين. يؤدي تنشيط العضو الميكعي الأنفي إلى استجابة سلوكية مناسبة لوجود إحدى هذه المركبات.
يتم تنشيط عصبونات العضو الميكعي الأنفي عن طريق ارتباط بعض المواد الكيميائية بالمستقبلات المقترنة بالبروتين ج: فهي تعبر عن مستقبلات من ثلاث عائلات، تسمى في 1 آر، وفي 2 آر، وإف بّي آر (مستقبلات الببتيد فورميل). تتجه محاور هذه العصبونات، والتي تسمى الأعصاب القحفية الصفرية، نحو البصلة الشمية الإضافية، والتي تستهدف اللوزة الدماغية والنواة السريرية للسطر الانتهائي، والتي بدورها تتجه نحو تحت المهاد (الوطاء) الأمامي. تشكل هذه البنى الجهاز الشمي الإضافي.
يطلق العضو الميكعي الأنفي استجابة الفليمن لدى بعض الثدييات، ما يساعد على توجيه المواد الكيميائية العضوية السائلة نحو العضو. اكتُشف العضو الميكعي الأنفي من قبل فريدريك رويش قبل عام 1732، ولاحقًا من قبل لودفيغ جاكوبسون في عام 1813.

## البنية

### العضو
يوجد العضو الميكعي الأنفي في قاعدة جوف الأنف. ينقسم إلى قسمين بواسطة الحاجز الأنفي، ويمتلك كلا الجانبين لمعة متطاولة على شكل حرف سي أو هلال. يكون محاطًا بكبسولة عظمية أو غضروفية تنفتح في قاعدة جوف الأنف.

### الجهاز
تمتلك عصبونات المستقبل الميكعي الأنفي محاور عصبية تنتقل من العضو الميكعي الأنفي إلى البصلة الشمية الإضافية، والتي تُعرف أيضًا باسم البصلة الميكعية الأنفية. توجد هذه المستقبلات الحسية على السطح الإنسي المقعر للمعة الهلالية. يكون السطح الجانبي المحدب للمعة مغطىً بخلايا مهدبة غير حسية، حيث توجد الخلايا القاعدية أيضًا. على الجانب الظهري والبطني من اللمعة، توجد الغدد الميكعية الأنفية، التي تملأ اللمعة الميكعية الأنفية بالسوائل. توجد بجانب اللمعة أوعية دموية تتمدد أو تنقبض، وتشكل مضخة وعائية تنقل المحفزات إلى اللمعة. تعد القناة الرفيعة، التي تنفتح على أرضية الجوف الأنفي داخل المنخر، الطريق الوحيد لعبور المواد الكيميائية المحفزة.
أثناء التطور الجنيني، تتشكل العصبونات الحسية الميكعية الأنفية من اللوحاء الأنفية (الشمية)، عند الحافة الأمامية للصفيحة العصبية (العصب القحفي الصفري).

### الظهارة الحسية والمستقبلات
العضو الميكعي الأنفي هو عضو هلالي أنبوبي ينقسم إلى قسمين مزدوجين، يفصل بينهما الحاجز الأنفي. تكون المنطقة الوسطى المقعرة من اللمعة مبطنة بظهارة طبقية زائفة تحتوي على ثلاثة أنواع رئيسية من الخلايا: الخلايا المستقبلة، والخلايا الداعمة، والخلايا القاعدية. توجد الخلايا الداعمة على سطح الغشاء بينما توجد الخلايا القاعدية على الغشاء القاعدي بالقرب من الظهارة غير الحسية. تمتلك العصبونات المستقبلة زغيبات رأسية، تتمركز حولها المستقبلات الحسية. هذه المستقبلات مقترنة بالبروتين ج، والتي يشار إليها غالبًا باسم مستقبلات الفيرومون لأن المستقبلات الميكعية الأنفية مرتبطة بتحديد الفيرومونات.
اكتُشفت ثلاثة مستقبلات مقترنة بالبروتين ج في العضو الميكعي الأنفي، كل منها موجود في مناطق متميزة: مستقبلات في 1 آر وفي 2 آر وإف بّي آر. تكون مستقبلات في 2 آر وفي 2 آر وإف بّي آر عبارة عن سبعة مستقبلات عبر غشائية لا ترتبط ارتباطًا وثيقًا بالمستقبلات الشمية المعبر عنها في الظهارة العصبية الشمية الرئيسية.

## الوظيفة
في الثدييات، تستقبل العصبونات الحسية في العضو الميكعي الأنفي إشارات كيميائية غير طيّارة، الأمر الذي يتطلب اتصالًا ماديًا مباشرًا بمصدر الرائحة. يُجدر بالذكر أن بعض الروائح تعمل كإشارات تواصل كيميائية (فيرومونات) من أفراد أخرى من نفس النوع. على عكس البصلة الشمية الرئيسية التي ترسل إشارات عصبية إلى القشرة الشمية، يرسل العضو الميكعي الأنفي إشارات عصبية إلى البصلة الشمية الإضافية ثم إلى اللوزة الدماغية، والنواة السريرية للسطر الانتهائي، لتنتهي في الوطاء. يعتبر الوطاء المركز الرئيسي الصماوي العصبي (يؤثر على فسيولوجيا وسلوك التكاثر بالإضافة إلى وظائف أخرى مثل تنظيم درجة حرارة الجسم)، قد يفسر ذلك كيف تؤثر الروائح على السلوك العدواني والتزاوج. مثلًا، في العديد من الفقاريات، تمرر الإشارات العصبية من الدماغ المعلومات الحسية إلى الوطاء حول التغيرات الموسمية وتوافر شريك. بدوره، يعمل الوطاء على تنظيم إفراز الهرمونات التناسلية اللازمة للتكاثر. يمكن تحديد بعض الفيرومونات بواسطة نظام الشم الرئيسي.

## استجابة الفليمن
تستخدم بعض الثدييات، وخاصة السنوريات (القطط) والحافريات (التي تشمل الخيول والبقر والخنازير وغيرها من الأنواع)، حركة وجه مميزة تسمى استجابة الفليمن لتوجيه المركبات المستنشقة إلى العضو الميكعي الأنفي. يرفع الحيوان رأسه بعد استقبال الرائحة، ويجعد أنفه أثناء رفع شفتيه، ويتوقف عن التنفس للحظة.
يرتبط سلوك الفليمن بـ«التخصص التشريحي»، وتملك الحيوانات التي تظهر سلوك الفليمن حليمة وقنوات قاطعية، والتي تربط جوف الفم بالعضو الميكعي الأنفي، وهي موجودة خلف أسنانها. مع ذلك، تشكل الخيول استثناءً: فهي تظهر استجابة الفليمن ولكنها لا تملك قنواة قاطعة بين جوف الأنف وجوف الفم لأنها لا تتنفس عبر أفواهها؛ بدلًا من ذلك، يتصل العضو الميكعي الأنفي بالممرات الأنفية عن طريق القناة الأنفية الحنكية.
تستخدم القطط العضو الميكعي الأنفي عند الاحتكاك بمصدر الرائحة؛ يمكنها التمييز بين المواد ذات الرائحة المتشابهة باستخدام هذا العضو، ومن ثم تطبيق سلوك الاحتكاك.